# Dia Internacional de Combate às Tempestades de Areia e Poeira
O Dia Internacional de Combate às Tempestades de Areia e Poeira é comemorado anualmente em 12 de julho desde 2023, sendo aprovado no mesmo ano pela Assembleia Geral das Nações Unidas.

## Proclamação
A Assembleia Geral das Nações Unidas proclamou o Dia Internacional de Combate às Tempestades de Areia e Poeira em 8 de junho de 2023. O objetivo desta comemoração é reconhecer e abordar os efeitos negativos das tempestades de areia e poeira ao nível mundial.
Todos os anos, quase 2 milhões de toneladas de areia e poeira entram na atmosfera. Elas ocorrem em regiões áridas e desertos e podem ser transportadas por distâncias longas, impactando outras áreas. As partículas de poeira, por exemplo, que circulam nessas tempestades levam nutrientes aos ecossistemas marinhos, mas também contribuem para formar furacões e para a morte dos corais. Essas tempestades afetam a aviação e o transporte terrestre. Elas causam ainda doenças respiratórias, desordens coronárias, irritações na pele e nos olhos e podem disseminar outras enfermidades como meningite.
Uma das preocupações da Organização das Nações Unidas é com o setor de produção agrícola que pode ser impactado pelas tempestades de areia e poeira, causando um processo de desertificação. Estima-se que 25% das emissões de poeiras sejam provenientes de atividades humanas, incluindo a desflorestação, a degradação dos solos, a gestão insustentável dos solos, as mudanças do clima e a má gestão da água.

## Celebração
Este dia é comemorado em 12 de julho, data escolhida para destacar a importância da cooperação global na prevenção, gestão e mitigação desses fenômenos. A primeira comemoração ocorreu em 2023 após a resolução da Assembleia Geral, com foco na melhoria do alerta precoce e no intercâmbio de informações climáticas e meteorológicas. Iniciativas como a Coalizão das Nações Unidas para Combater as Tempestades de Areia e Poeira foram promovidas, facilitando a colaboração e o intercâmbio das melhores práticas entre os países e as organizações afetadas.